# Guiado de misiles

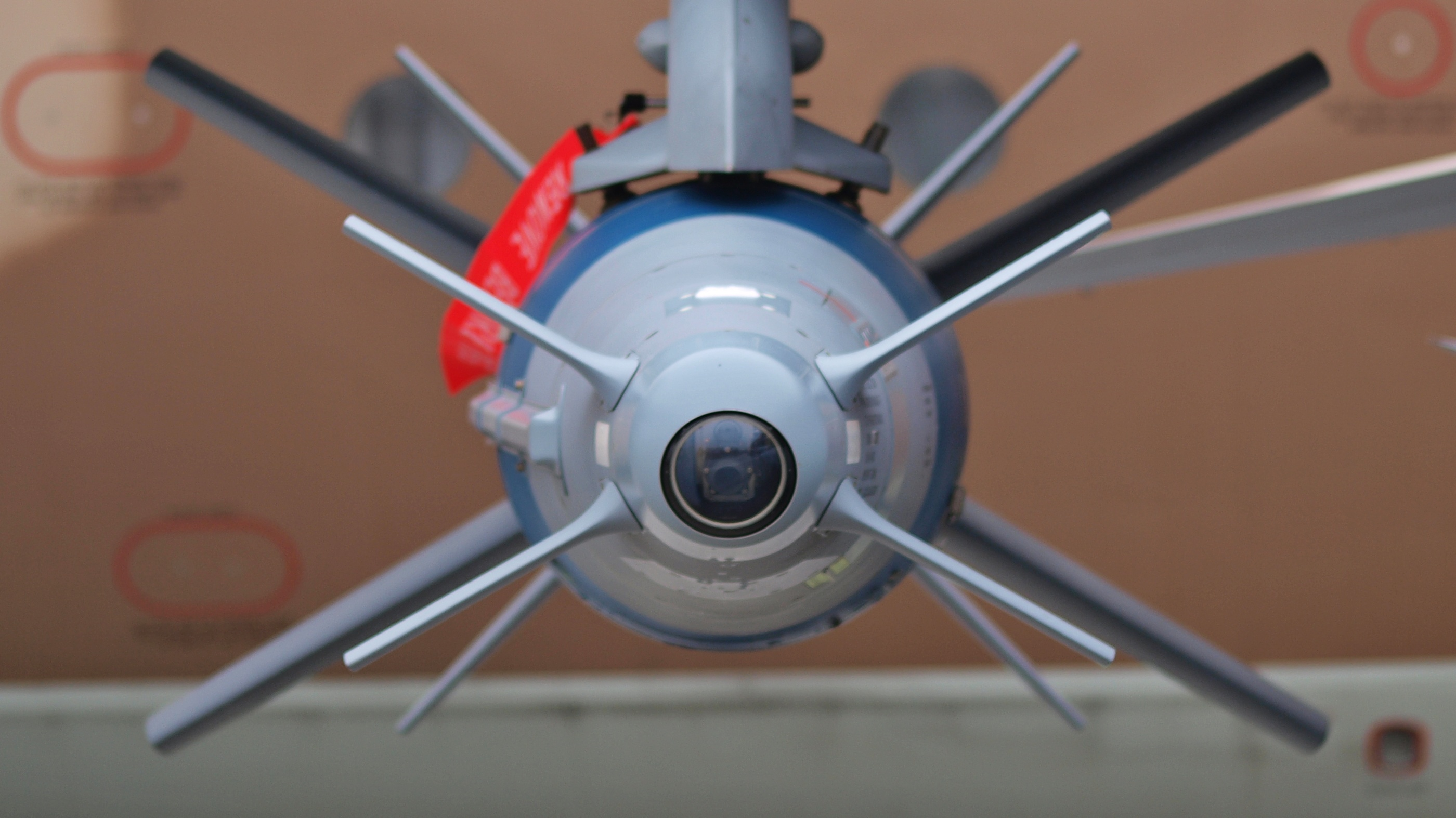
Cabeza de una bomba guiada israelí para ser cargada en un avión caza F-16.

El sistema de guía es un componente electrónico que proporciona datos al sistema de control del misil, para que este a su vez lo maniobre para interceptar al objetivo (en general moviendo las aletas de guía del misil o variando el ángulo de su chorro de escape).
Las órdenes electrónicas impuestas por el sistema de guía pueden ser generadas dentro del mismo misil, o recibirse de una fuente externa, aunque en general el localizador o buscador se encuentra en la cabeza del misil (por lo que recibe el nombre de «cabeza buscadora».

## Localización pasiva

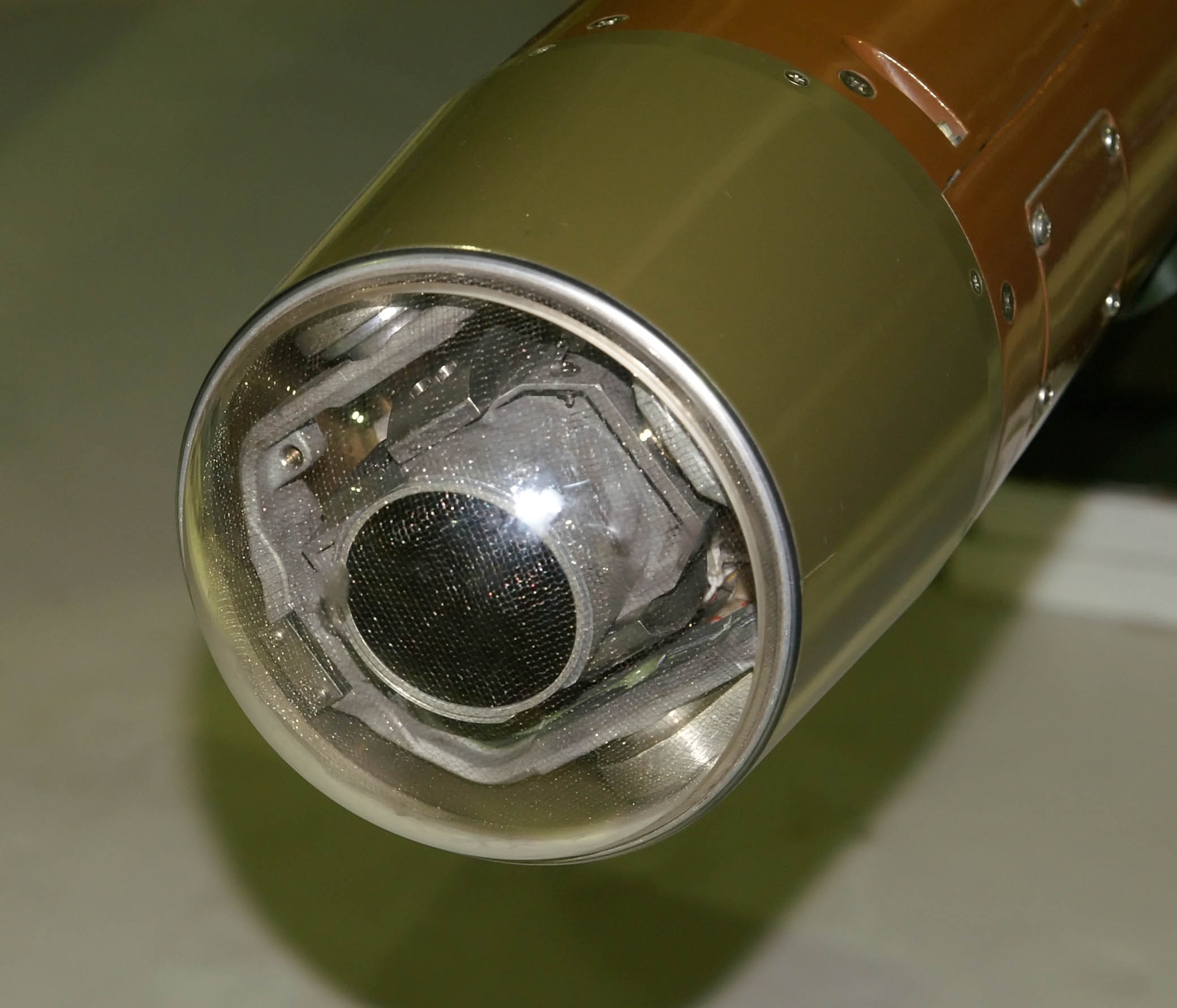
Cabeza buscadora de un sistema de guiado láser Paveway III de fabricación estadounidense.

Es la modalidad de localización más relativamente simple de implementar, pues depende esencialmente de emisiones proporcionadas por el mismo objetivo (emisiones de calor, radiomagnéticas, radar, luz o sonido).
Tras su lanzamiento, los misiles de localización pasiva son completamente autónomos, por lo que son conocidos como misiles de «dispara y olvida» (en inglés: fire-and-forget). 
Una de las principales desventajas de la «localización pasiva» es su dependencia en un objetivo «cooperativo» que continúe emitiendo continuamente la energía requerida por la cabeza buscadora, por lo cual los diseños de aeronaves y vehículos modernos favorecen el enmascaramiento de sus señales calóricas.

### Misiles de localización pasiva por infrarrojos
La mayoría de los buscadores con localización pasiva son del tipo infrarrojo (IR), que reaccionan a los objetos que irradian calor. Estos dispositivos contienen un material sensitivo a la temperatura (radiación infrarroja) producida principalmente por el motor del objetivo. El detector es a menudo enfriado criogénicamente para eliminar la temperatura intrínseca del propio misil y permitir mayor sensibilidad a la energía Infrarroja procedente de una fuente externa. Esta modalidad es muy utilizada en misiles contra aviones, ya sea aire-aire o tierra-aire, por la gran temperatura que estos emiten, ya sea por sus motores a reacción o por el roce del aire a gran velocidad.
La distancia a la cual es efectivo un buscador infrarrojo para detectar un objetivo depende de la intensidad de la radiación Infrarroja emitida por el objetivo en la dirección del sensor, así como la sensibilidad del buscador en sí. Llegando a su máximo valor en los ataques desde atrás. En los misiles más costosos de guía infrarroja se llega a unos 10 o 15 kilómetros de alcance, aunque en los modelos más simples no alcanzan a los 6.000 metros.De todas formas esa última distancia es bastante buena para las "peleas de perros" (Combate aéreo cercano o dogfight). 
En el caso de los misiles contra aviones, si un buscador infrarrojo es tan sensible que puede adquirir al objetivo desde cualquier ángulo de aspecto (posición con respecto a un eje determinado), se dice que se trata de un misil buscador de «todo aspecto»; de lo contrario se tratará de un misil buscador de «aspecto posterior». Esto es de importancia táctica en el combate aéreo, pues permite a un avión armado con misiles de todo aspecto interceptar a un blanco aunque esté de frente, mientras que un avión provisto de misiles de aspecto posterior deberá antes maniobrar su máquina para ponerse por detrás de la cola de su objetivo, para apuntar desde un ángulo que favorezca las limitaciones de detección del buscador de su misil.
Por ser más pequeños, este tipo de misiles son muy maniobrables, muy adecuados para la intercepción de objetivos aéreos cercanos. Los misiles aire-tierra de guía infrarroja, en tanto, pueden emplearse de noche con efectividad.
Como desventaja a los misiles pasivos de guía infrarroja, se da el caso que este tipo de energía calórica es rápidamente absorbida y disipada por el vapor de agua, haciendo a casi todas las cabezas buscadoras de calor relativamente inefectivas bajo condiciones de nubes o lluvia. La discriminación entre el objetivo y las radiaciones del ambiente, como las generadas por el sol, los reflejos sobre el agua, la nieve, las nubes y el terreno caluroso como los desiertos, pueden ser un problema para las cabezas buscadoras por infrarrojos. De hecho los objetivos suelen usar esas "desventajas" como método para eludir el ataque, como implementar en distintos vehículos militares, sobre todo aeronaves, la implementación de señuelos de infrarrojos (bengalas de magnesio) con el fin de confundir misiles de guía calórica; u orientarse hacia el Sol, en los combates aéreos. 
Ejemplos muy usados de este tipo de misiles guiados por emisiones calóricas son el aire-aire de todo aspecto AIM-9 Sidewinder y Vympel R-73, los tierra-aire lanzados desde el hombro FIM-92 Stinger y SA-7 Grail, y los aire-aire de aspecto trasero Molniya R-60, y Magic.

### Misiles de localización pasiva por TV
En este caso, la cabeza buscadora recibe una imagen de televisión o termal (Infrarroja) del terreno y luego separa el objetivo del fondo de la imagen empleando filtros ópticos que limitan determinadas capas del espectro electromagnético. Las características del objetivo y la superficie base (contraste de luminiscencia o contraste de calor de objetivo) determinan la fiabilidad del guiado. Los misiles por localización de televisión son principalmente usados de día, en condiciones de buena visibilidad, en empleo antiaéreo de corto alcance o en forma de misiles aire-tierra relativamente sencillos.

### Misiles de localización pasiva por ondas electromagnéticas
Estos misiles están diseñados para destruir fuentes de emisión electromagnéticas, principalmente radares de defensa, centros de control y estaciones de radio y TV. Su cabeza buscadora detecta las emisiones de ondas de radar o radio y envía órdenes al sistema de guía para que el misil vuele directamente hacia ellas hasta hacer impacto. En general estos misiles se utilizan en condiciones de «duelo», pues en caso de atacar radares de tiro antiaéreo, tanto el avión lanzador como el objetivo pueden alcanzarse mutuamente. Por ello en la actualidad se emplean en ambientes de «guerra electrónica», con amplio uso de contramedidas electrónicas (ECM). 
Los modelos iniciales eran de baja velocidad y dependían de que el blanco continuara emitiendo durante toda su trayectoria. Los ejemplares más modernos disponen hoy de una sistema de guía inercial que almacena la localización de la fuente de emisión en caso de que los operadores de la misma adviertan el peligro y dejen de emitir, e impulsores de gran velocidad.
Ejemplos de estos misiles son los antirradares Texas Instruments AGM-45 Shrike, Raytheon AGM-88 HARM (norteamericanos), y Zvezda Kh-25P y Kh-31P (rusos).

## Localización semiactiva

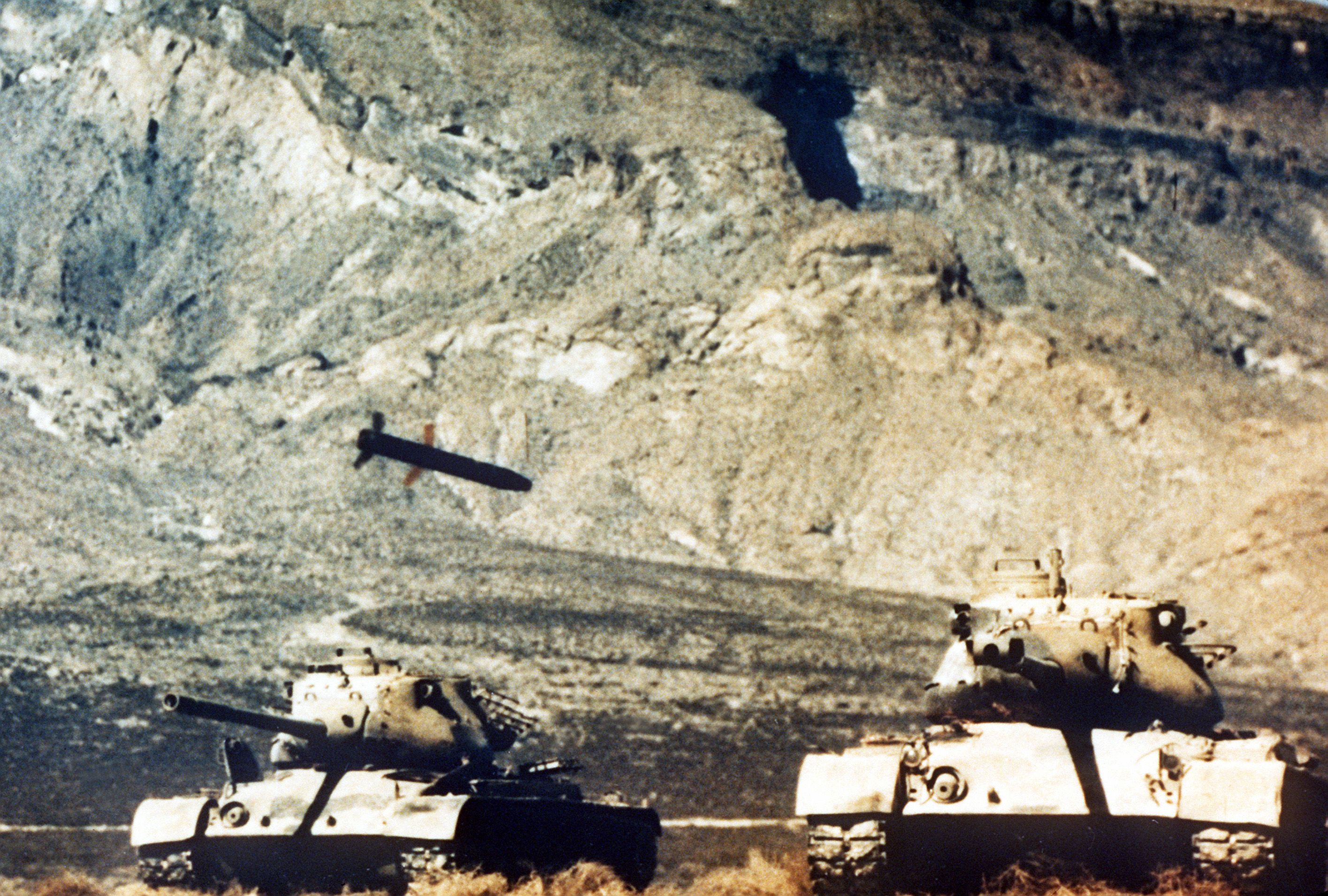
Misil guiado hacia tanque, en unas pruebas en Estados Unidos.

En el caso de la localización semiactiva, el objetivo es iluminado por el lanzador o por un tercer elemento (generalmente por radar o láser), y el sistema de localización instalado dentro del misil se dirige hacia la energía de iluminación reflejada por el objetivo. 
Este tipo de misiles con localizadores semiactivos pueden incluir un receptor trasero para recibir la información de vuelo proveniente de la plataforma iluminadora, ya que requieren que una fuente de emisión externa al misil (por ejemplo, el radar de la plataforma de lanzamiento) ilumine al objetivo.
En caso de que se pierda el contacto con el reflejo de la iluminación del objetivo (ya sea de ondas de radar o luz láser), el misil no podrá guiarse hasta su blanco, entrando en una trayectoria balística. Muchas veces cuando esto sucede se activa una carga pirotécnica para su autodestrucción.

### Localización semiactiva por radar
Para la localización semiactiva, el misil usa una «cabeza receptora de radar» (ondas electromagnéticas) sintonizada a la misma frecuencia que el radar de iluminación. Estos son los misiles aire-aire y tierra-aire de todo tiempo y todo aspecto más utilizados.
La habilidad del misil para seguir su objetivo está determinada por la capacidad de la emisión de radio, el reflejo de las ondas del objetivo, y la sensibilidad de la cabeza buscadora por radar. Como este caso incluye reflejo de radiaciones, la intensidad del mismo depende del poder de la fuente emisora propia y las cualidades del objetivo para reflejar tales ondas de radio. Esta cualidad depende significativamente del ángulo de aspecto del objetivo. Además del ángulo de aspecto, la reflexión de ondas de radio depende del tamaño, la forma y los detalles de constructivos del objetivo. 
Si bien la localización semiactiva permite la adquisición de objetivos «no cooperativos» y es muy efectiva para lograr impactos a distancias mayores que las posibles por los misiles pasivos de guía infrarroja, uno de sus principales problemas es su elevada complejidad, que resulta en baja rentabilidad. Esencialmente, esta técnica requiere de dos sistemas de adquisición (receptores) separados e independientes para ser exitosa (uno en la cabeza buscadora por radar del misil y otro en el radar de tiro de la plataforma de guía). Esto también los hace propensos a ser afectados por las contramedidas electrónicas que pudiera emplear el blanco para confundirlo.
Otra desventaja muy seria es que requiere la iluminación del objetivo por parte de la plataforma de guía durante todo la trayectoria de vuelo del misil. Esta necesidad hace a la plataforma de guía muy vulnerable a los misiles de localización pasiva antirradar (ver arriba), y en caso de que la plataforma de guía sea un avión, el mismo suele verse muy restringido en su movimiento mientras realiza el disparo hacia su objetivo.
Este tipo de localización se emplea generalmente en misiles de intercepción de blancos aéreos a grandes distancias (superiores de los 5 o 10 kilómetros en adelante).

### Localización semiactiva por láser
Los misiles provistos de esta modalidad de localización se emplean en conjunto con un «indicador por lasér». Este indicador se localiza en la misma plataforma de lanzamiento o independiente de la misma, y es usado para iluminar con láser al objetivo. La «cabeza buscadora por láser» del misil detecta en vuelo al láser reflejado por el objetivo y se dirige a él hasta lograr el impacto. Este sistema de localización es similar al empleado también en proyectiles y municiones no propulsadas (bombas guiadas por láser), pudiéndose usar bajo condiciones alta nubosidad u oscuridad total.
En general este tipo de misiles se usan como misiles tácticos para el ataque a blancos rentables en tierra y mar, ya sea lanzándolos desde aeronaves de combate o desde tierra. En el caso de los misiles semiactivos guiados por láser disparados desde aeronaves, el indicador por lasér se transporta integrado en el avión o helicóptero o puede agregarse como forma de un pod o barquilla, junto con cámaras infrarrojas. Su alcance máximo suele estar dado en el rango de los 10 o 15 kilómetros, lo que permite hacer fuego fuera del alcance de los misiles pasivos (de corto alcance) del enemigo.
Los lanzadores terrestres de misiles guiados por láser suelen tener integrado su indicador por lasér, pero en algunos casos también pueden emplearse indicadores por lasér independientes. De esta forma, tropas adelantadas pueden apuntar con láser a objetivos en primera línea y designar objetivos para ser atacados por misiles guiados por láser lanzados desde aeronaves o desde lanzadores terrestres más alejados.
Ejemplos comunes de estos misiles son los misiles antitanques AGM-114 Hellfire y AT-6 Spiral, y el misil aire-tierra Zvezda Kh-29L desde aviones.

## Localización activa
En esta modalidad, el misil ilumina y localiza a su objetivo por sí mismo, generalmente empleando un pequeño transmisor/receptor de radar localizado en la parte frontal.
Si bien la localización activa requiere de un misil más complejo, pesado y costoso, su sistema de guía no es tan vulnerable a las contramedidas electrónicas, y el sistema en general es menos complejo que el sistema semiactivo, y por ello más rentable. También ofrece a la plataforma de lanzamiento capacidad de «disparar y olvidar», de la misma forma que los sistemas pasivos.
Una desventaja, sin embargo, es el hecho de tener distancias de detección y seguimiento de objetivos menores, debido a que la distancia de adquisición de objetivos es proporcional al área de la antena iluminadora, y el tamaño del emisor/receptor de radar que se pueden instalar en un misil es necesariamente pequeño. Es por ello que la localización semiactiva explicada anteriormente es posible a distancias considerablemente mayores que la localización activa.

## Localización combinada
Muchos misiles, en especial los de mayor alcance, utilizan guías combinadas: Guía Inercial corregida por radar (semiactiva) al comienzo de su trayectoria, y localización pasiva de infrarrojos en la parte terminal del vuelo.  
En el sistema de guía inercial la computadora de la plataforma de lanzamiento calcula las coordenadas, trayectoria y velocidad relativa del objetivo utilizando la información del sistema de control del misil, y lo dirige hasta un punto desde donde se iniciará la intercepción al blanco. Durante el vuelo del misil, el punto de intercepción de un blanco en movimiento puede variar significativamente, por esta razón la corrección por radar complementa a la guía inercial. Esta modalidad aumenta la precisión con la cual el misil alcanza el área del objetivo. Cuando el objetivo está próximo al punto de intercepción, el sistema cambia a modo localización, ya sea activa, pasiva o ambas. 

## Misiles antiaéreos: métodos de guía
Una vez explicadas las distintas relaciones del sistema de localización, podemos dividir los misiles de acuerdo al método de guía empleado. Estos controlan de diversa manera la trayectoria de vuelo del misil.
El sistema de guía del misil calcula permanentemente por sí mismo (o con la ayuda de instalaciones terrestres) las posiciones relativas del misil y del objetivo, y provee los mandos a las superficies de control (aletas). La guía para los misiles tierra-aire puede ser clasificada como una de las siguientes: guía de mandos, de guía de escalamiento de haz, de localización (activa, semiactiva y pasiva, y guía combinada).

### Guía de mandos
La guía de mandos puede ser comparada con el clásico control remoto. Durante el vuelo del misil tierra-aire las posiciones del mismo y del objetivo son monitoreadas desde tierra o por el equipo a bordo del misil.
En el primer caso, si un misil tierra-aire es guiado por instalaciones de tierra. Estas son responsables de detectar el objetivo, midiendo sus coordenadas y las del misil. Luego de procesar las coordenadas, el puesto de control forma instrucciones de guía codificadas y las transmite al misil por un enlace radial de datos, que es susceptible a ser interferido. Luego de ser decodificados por el equipamiento a bordo del misil, los mandos del misil pasan a ser controlados por el piloto automático. Este tipo de guía de mandos se eemplea normalmente en los sistemas de misil tierra-aire de corto y medio alcance como el Tor M1 ruso (SA-15), o el Osa (SA-8 Gecko), debido a que la precisión disminuye a medida que aumenta la distancia.
Si el misil Tierra-Aire puede hacer el seguimiento del objetivo por sí mismo, mide y procesa los parámetros del movimiento del objetivo y los envía al puesto de control por medio de un enlace de datos por radio. Las coordenadas del misil tierra-aire son medidas por un radar de seguimiento en tierra. Nuevamente, luego de comparar las coordenadas del misil tierra-aire con las del objetivo, el puesto de control envía los mandos de guía al misil. En sistemas de este tipo la precisión de guía no depende de la distancia. Sin embargo, el equipamiento de a bordo es más sofisticado. Los sistemas de gran alcance, como el S-300PMU (SA-10B Grumble), usualmente emplean este tipo de guía de mandos.

### Guía de escalamiento de haz
La guía de escalamiento de haz es parecida a la guía de mandos en lo referente a la línea de detección entre el objetivo y el radar de seguimiento, excepto que el sistema de guía del misil está diseñado para buscar y seguir el centro de un haz de ondas de guía automáticamente, sin ninguna instrucción específica de corrección desde la plata-forma lanzadora. El haz de guía es provisto por un radar de seguimiento de objetivo basado en tierra, que «ilumina» la dirección del vuelo del objetivo. Al igual los sistemas de guía de mandos, los sistemas de misiles antiaéreos por escalamiento de haz no están limitados a las horas de luz o a las condiciones de buen tiempo.
Uno de los problemas de los sistemas de escalamiento de haz, así como los de mandos, es que el misil tierra-aire debe tener gran maniobrabilidad para interceptar un objetivo evasivo. A medida que se aproximan a un objetivo, los misiles de escalamiento de haz generalmente deben ajustar sus giros para continuar el ritmo de ascensión contra el objetivo. A altas velocidades, estos giros pueden exceder la capacidad del misil. La utilización de dos radares, uno para el seguimiento del objetivo, y un segundo para el seguimiento del misil y la emisión de haz de guía, puede redu-cir este problema proveyendo una trayectoria de guía más eficiente. La guía de escalamiento de haz es usualmente más precisa y de reacción más rápida que los sistemas de guía de mandos.
Sin embargo, tiene generalmente menor alcance que los otros sistemas.

### Localización
El tipo de guía más efectiva contra objetivos evasivos es la localización, cuando el sistema de guía de misil obtiene información del objetivo y produce los mandos de control por sí mismo. Además, el puesto de control no guía al misil antiaéreo.
Para la localización activa, el misil antiaéreo ilumina el objetivo por sí mismo, y recibe las señales reflejadas por el objetivo. En caso de la localización semiactiva, el origen de la iluminación (radar de seguimiento) está localizado en el puesto de control, y el misil antiaéreo también obtiene señales reflejadas por el objetivo. Los sistemas de localización pasiva están implementados en el sistema de misiles antiaéreo Strela-10 (SA-13 Gopher).
En general, los sistemas de localización operan de la siguiente manera: mientras que el misil tierra-aire descansa en el lanzador, su buscador acerroja el objetivo, estimando el error de seguimiento y produce los mandos de control independientemente desde tierra. Luego se dispara el misil, que sigue todos estos datos, y busca su objetivo.

#### Guía combinada
El sistema de misiles antiaéreo Kub (SA-6A Gainful) es un ejemplo de un sistema con guía combinada. Este sistema misilístico emplea guía de mandos por radio en la parte inicial de la trayectoria del misil, y localización cuando este se acerca al objetivo. Este método permite gran precisión a gran distancia. El MBDA Exocet es otro ejemplo de misil con guía combinada, en este caso localización activa y guía inercial.

## Guía de misiles balísticos
Los primeros misiles balísticos, como el A-4, tenían un sistema de guiado por giróscopo. Los modernos misiles balísticos intercontinetales ICBM disponen de un sistema de guiado estelar, es decir que su sistema de guiado usa las estrellas a modo de referentes fijos para guiar el misil hacia su objetivo.